# Eric Marques
Eric Tinoco Marques (24 aprile 1919 – 22 giugno 1976) è stato un pentatleta brasiliano.

## Palmarès
In carriera ha conseguito i seguenti risultati:
- Mondiali:

Helsingborg 1951: bronzo nel pentathlon moderno a squadre.